# ماري هيلين بريمون
ماري هيلين بريمون مواليد 24 أكتوبر 1977 في مدينة كيبك، هي متسابقة دراجات كندية. شاركت في دورة الألعاب الأولمبية الصيفية وفازت بميدالية أولمبية.

## الميداليات
| الميدالية | المسابقة                       |
| --------- | ------------------------------ |
| فضية      | الألعاب الأولمبية الصيفية 2004 |
| ذهبية     | دورة ألعاب الكومنولث 2006      |

## وصلات خارجية
- الموقع الرسمي

## روابط خارجية
- ماري هيلين بريمون على موقع أرشيف الدراجات (الإنجليزية)
- ماري هيلين بريمون على موقع CycleBase (الإنجليزية)
- ماري هيلين بريمون على موقع أوليمبيديا (الإنجليزية)
- ماري هيلين بريمون على موقع اتحاد ألعاب الكومنولث (مؤرشف) (الإنجليزية)
- ماري هيلين بريمون على موقع دورة ألعاب الكومنولث 2006 (مؤرشف) (الإنجليزية)